# ناحیه وادی علایق
ناحیه وادی علایق (به عربی: دائرة وادی العلایق) یک ناحیه در الجزایر است که در استان البلیده واقع شده‌است. ناحیه وادی علایق ۷۹٬۰۷۳ نفر جمعیت دارد.